# SkyWork Airlines
SkyWork Airlines was een Zwitserse luchtvaartmaatschappij met basis op Luchthaven Bern-Belp vlak bij Bern.
De maatschappij verzorgde binnenlandse vluchten en seizoensvluchten naar het buitenland. Op 29 augustus stopte de luchtvaartmaatschappij met haar activiteiten en stapte naar de rechtbank om het faillissement aan te vragen.

## Vloot
Vanaf juni 2018 bestond de vloot van SkyWork Airlines uit:
- 6 Saab 2000